# Trận Nghĩa Dương
Trận Nghĩa Dương (chữ Hán: 義陽之戰/义阳之战, Nghĩa Dương chi chiến) là cuộc chiến tranh nhằm chiếm lấy thành Nghĩa Dương  của nhà Lương, do đại tướng nhà Bắc Ngụy là Nguyên Anh tiến hành, kéo dài từ tháng 10 năm Cảnh Minh thứ 4 nhà Bắc Ngụy, tức năm Thiên Giám thứ 2 nhà Lương (503) đến tháng 8 năm sau, vào thời Nam Bắc triều trong lịch sử Trung Quốc.

## Bối cảnh
Tháng 3 năm Cảnh Minh thứ 4 tức năm Thiên Giám thứ 2 nhà Lương (503), Bắc Ngụy Tuyên Vũ đế đáp ứng lời thỉnh cầu của nguyên Bà Dương vương Tiêu Bảo Dần và nguyên Giang Châu thứ sử Trần Bá Chi nhà Lương, xuất binh đánh Lương, chia làm 2 hướng Đông – Tây, nhắm vào 2 vị trí chiến lược quan trọng là Chung Li (Đông) và Nghĩa Dương (Tây).
Tháng 4, Tuyên Vũ đế phong Tiêu Bảo Dần làm đô đốc Đông Dương Châu chư quân sự, Trần Bá Chi làm đô đốc Hoài Nam chư quân sự, chiêu mộ anh hào, phối hợp với quân Ngụy. Tháng 6, Tuyên Vũ đế sai Nhiệm Thành vương Nguyên Trừng soái 5 vạn quân, cùng bọn Bảo Dần, Bá Chi tấn công Chung Li.
Tháng 8, Tuyên Vũ đế mệnh cho Nguyên Anh làm Sứ trì tiết, Giả trấn nam tướng quân, Đô đốc chinh Nghĩa Dương chư quân sự, soái quân tấn công Nghĩa Dương.

## Diễn biến
Ti Châu thứ sử Thái Đạo Cung nhà Lương nghe tin quân Ngụy đến, bèn sai Kiêu kỵ tướng quân Dương Do soái hơn 3000 dân lên núi Hiền Thủ , ngoài thành 10 dặm về hướng tây nam, dựa núi dựng 3 tòa doanh lũy làm thế ỷ giốc. Tháng 10, Nguyên Anh lĩnh binh vây đánh núi Hiền Thủ, đốt cửa trại của quân Lương. Dương Do bèn đuổi trâu ra khỏi doanh, đưa quân theo sau. Quân Ngụy tránh đàn trâu, đành phải lui đi. Nguyên Anh vì thế chia binh để giữ, đến chiều, dân trại là Nhiệm Mã Câu chém Dương Do đầu hàng Bắc Ngụy.
Tháng 11, Nguyên Anh ở Bạch Sa  đánh bại Ngô Tử Dương, vây đánh Nghĩa Dương.
Tháng 2 năm Chánh Thủy đầu tiên nhà Bắc Ngụy, tức năm Thiên Giám thứ 3 nhà Lương (504), Lương Vũ đế phái Bình tây Tướng quân Tào Cảnh Tông, hậu tướng quân Vương Tăng Bỉnh soái 3 vạn bộ kỵ tăng viện cho Nghĩa Dương. Vương Tăng Bỉnh soái 2 vạn quân tiến đến Tạc Hiện , Tào Cảnh Tông soái 1 vạn quân đi sau. Nguyên Anh phái Quan quân tướng quân Nguyên Sính, Dương Liệt tướng quân Tào Văn Kính đến đóng quân Phàn Thành , chống lại viện quân Lương. Tháng 3, Nguyên Sính đánh bại quân Lương, giết và bắt hơn 4000 người.
Quân Ngụy vây đánh Nghĩa Dương, đêm ngày không nghỉ, nhưng Thái Đạo Cung chỉ huy có phương pháp, chống cự hơn trăm ngày, quân Ngụy tổn thất rất lớn. Không lâu sau, Thái Đạo Cung lo lắng mà chết, em họ Kiêu kỵ tướng quân Thái Linh Ân  thay thế. Quân Ngụy nhân đó mà tăng cường tấn công. Trong khi tướng Lương là Tào Cảnh Tông đóng quân ở lại Tạc Hiện, ngày ngày bày quân đi săn bắn, không dám đến cứu Nghĩa Dương.
Tháng 7, Lương Vũ đế phái Ninh sóc tướng quân Mã Tiên Bì đến cứu Nghĩa Dương. Mã Tiên Bì soái quân đến đánh, khí thế rất mạnh mẽ. Nguyên Anh ở núi Sĩ Nhã  xây dựng công sự, chống lại quân Lương. Nguyên Anh bố trí phòng ngự, tỏ ra yếu thế, rồi đặt mai phục ở phía sau đợi địch. Mã Tiên Bì không biết đấy là kế, lĩnh hơn vạn quân đến dưới thành Nghĩa Dương, đột kích đại doanh của Nguyên Anh. Nguyên Anh vờ thất bại, Mã Tiên Bì xua quân đuổi theo, đến chỗ bằng phẳng, phục binh Ngụy 4 phía nổi lên. Thống quân Phó Vĩnh cầm sóc mặc giáp, một ngựa đi trước, chỉ có quân chủ Thái Tam Hổ đi theo, xông vào đón đánh quân Lương. Phó Vĩnh bị trúng tên vào đùi trái, nhổ tên ra tiếp tục chiến đấu. Quân Lương đại bại, hơn 2300 người bị giết, Vũ lâm giám Đặng Chung Niên và một con trai của Mã Tiên Bì tử trận, Mã Tiên Bì lui chạy. Nguyên Anh thấy Phó Vĩnh đã bị thương, khuyên ông ta lui về. Phó Vĩnh không chịu, sánh mình với Nguyên Anh ở trận Hán Trung, rồi theo quân đuổi theo quân Lương, đến chiều tối mới trở về. Khi ấy, Phó Vĩnh đã ngoài 70 tuổi.
Mã Tiên Bì soái hơn vạn quân tiếp tục tấn công, bị Nguyên Anh đẩy lui, tướng Lương là Trần Tú Chi bị chém chết. Bọn Tào Cảnh Tông, Mã Tiên Bì biết Nghĩa Dương nguy cấp, dốc toàn bộ quân đội tinh nhuệ giao chiến với quân Ngụy. Đôi bên 1 ngày đánh nhau 3 lần, quân Lương đều đại bại trở về.

## Kết quả
Tháng 8, Thái Linh Ân thấy trong thành sức lực đã kiệt quệ, bên ngoài cứu viện không có tác dụng, bèn mở cửa thành ra hàng. Tướng giữ 3 cửa quan (Vũ Dương, Bình Tĩnh, Hoàng Hiện) của nhà Lương đều bỏ thành chạy trốn. Bắc Ngụy chiếm được Nghĩa Dương, đặt làm trị sở cho Dĩnh Châu.

## Đánh giá
Trận này, quân Ngụy được chủ tướng Nguyên Anh chỉ huy linh hoạt, trên dưới đồng lòng, chiến đấu mạnh mẽ. Quân Lương phòng ngự yếu ớt, lực lượng tăng viện lại rất nhanh rơi vào thế bị động, cuối cùng chịu thảm bại.